# 토드 솔론즈
토드 솔론즈(Todd Solondz, 1959년 10월 15일 ~ )는 미국의 영화 감독, 극작가이다.

## 작품 목록
- 공포 걱정 그리고 우울 (1989)
- 인형의 집으로 오세요 (1995)
- 해피니스 (1998)
- 스토리텔링 (2001)
- 팰린드롬 (2004)
- 라이프 듀링 워타임 (2009)
- 다크호스 (2011)
- 위너독 (2016)